# Nao Matsushita
Nao Matsushita (jap. 蓼丸綾 Matsushita Nao; ur. 8 lutego 1985 w Ikomie) – japońska aktorka, piosenkarka, modelka, pianistka i kompozytorka.

## Życiorys
Nao urodziła się w Ikomie, w Prefekturze Nara 8 lutego 1985 roku, a dorastała w Kawanishi, Prefekturze Hyōgo.
W 2008 roku ukończyła studia fortepianowe na Wydziale Instrumentalnym w Tokijskiej Muzycznej Szkole Wyższej.

## Filmografia

### Seriale
- Yami no Bansosha: Henshucho no Joken (Wowow 2018)
- Jidai o Tsukutta Otoko Aku Yu Monogatari (NTV 2017)
- Tensai Bakabon ~ Kazoku no Kizuna 2 (NTV 2017)
- Totto-chan! (TV Asahi 2017)
- Ofuku Shokan ~15nengo no Hoshuu (TBS 2016)
- Tensai Bakabon ~ Kazoku no Kizuna (NTV 2016)
- Hayako Sensei, Kekkon Surutte Honto Desu Ka? (Fuji TV 2016)
- Koi no Sanriku ~ Ressha-kon de Ikou! (NHK 2016)
- Botchan (Fuji TV 2016)
- Yami no Bansosha (Wowow 2015)
- Dear Sister (Fuji TV 2014)
- Fuyou no Hito ~ Fujisanchou no Tsuma (NHK 2014)
- Hana no Kusari (Fuji TV 2013)
- Kamo, Kyoto e Iku ~ Shinise Ryokan no Okami Nikki (Fuji TV 2013)
- Higashino Keigo Mysteries (Fuji TV 2012)
- Hayami-san to Yobareru Hi SP (Fuji TV 2012)
- Blackboard ~Jidai to Tatakatta Kyoushi tachi~! Yume (TBS 2012)
- Hayami-san to Yobareru Hi (Fuji TV 2012)
- Yonimo Kimyona Monogatari ~ 2011-nen Aki no Tokubetsu-hen (Fuji TV 2011)
- Kurumi no Heya (NHK 2011)
- Necchu Jidai (NTV 2011)
- CONTROL (Fuji TV 2011)
- Tantei Club (Fuji TV 2010)
- Gegege no Nyobo (NHK, 2010)
- Ohitorisama (TBS 2009)
- Honjitsu mo Hare. Ijo Nashi (TBS 2009)
- Koizora (TBS 2008)
- Kansahojin (NHK 2008)
- Ryokiteki na Kanojo (TBS 2008)
- Kimi no Nozomu Shinikata (Wowow 2008)
- Good Job (NHK 2007)
- Taiyo no Uta (TBS 2006)
- Top Caster (Fuji TV 2006)
- Koi ni Ochitara (Fuji TV 2005)
- Ningen no Shomei (Fuji TV 2004)
- Koinu no Waltz (NTV 2004)

### Filmy
- Shizumanu Taiyo (2009)
- Sunadokei (2008)
- Chest! (2008)
- XX (2007)
- Mirai Yosouzu (2007)
- Adiantum Blue (2006)

## Dyskografia

### Albumy
- 2006 dolce
- 2007 poco A Poco
- 2008 Eiga "Chest!" Original Soundtrack ~Matsushita Nao Original Score
- 2009 pf
- 2010 Scene25 ～Best of Nao Matsushita